# Rhyothemis obsolescens
Rhyothemis obsolescens är en trollsländeart som beskrevs av Kirby 1889. Rhyothemis obsolescens ingår i släktet Rhyothemis och familjen segeltrollsländor. IUCN kategoriserar arten globalt som livskraftig. Inga underarter finns listade i Catalogue of Life.